# Cotys VI
Cotys VI (en grec ancien : Κότυς ϝʹ) est un roi thrace des Sapéens, qui règne d'environ 42 à environ 31/15 av. J.-C.
Il est respectivement le fils et le neveu de ses prédécesseurs Rhescuporis Ier et Rhascus et le probable père de son successeur Rhémétalcès Ier.

## Biographie
À l'instar de ses prédécesseurs, c'est un prince qui appartient à la famille qui règne sur les Thraces Sapéens et possède toute la région maritime située à l'est de la rivière Strymon jusqu'à la Chersonèse de Thrace.
Il meurt peut-être lors de la dernière Guerre civile de la République romaine, autour de 31 av. J.-C. Lors de cette guerre civile à la suite du second triumvirat, il a peut-être pris le parti de Marc Antoine contre Octave. Il décède peut-être au combat contre les Besses vers 15 av. J.-C. Les Besses, peuple de la Thrace, restés indépendants de Rome, ont attaqué les provinces thraces alliées de l'Empire romain sous la conduite de Volgaisos, grand-prêtre du sanctuaire de Dionysos dans l'Haimos. Les barbares sont repoussés par une armée romaine aidée de leurs alliés thraces.

## Famille

### Mariage et enfants
De son mariage avec une femme inconnue, il eut :
- Rhémétalcès Ier ;
- Rhescuporis III ;
- une fille, épouse de Cotys VII, roi des Astéens et des Odryses.

### Sources partielles
- « Cotys », Charles Weiss, Biographie universelle, ou Dictionnaire historique contenant la nécrologie des hommes célèbres de tous les pays, 1841 [détail des éditions].
- (en) Ian Mladjov, de l'Université du Michigan, liste des rois odrysiens de Thrace.
- (en) Site hourmo.eu, collection of Greek Coins of Thrace, Index des rois.